# اچ‌ام‌اس باربارا (۱۸۰۶)
اچ‌ام‌اس باربارا (۱۸۰۶) (به انگلیسی: HMS Barbara (1806)) یک کشتی است که طول آن ۶۸ فوت ۲ اینچ (۲۰٫۸ متر) می‌باشد. این کشتی در سال ۱۸۰۶ ساخته شد.